# Oranit
Oranit (hebreiska: אורנית) är en judisk bosättning på  Västbanken. Den ligger i den norra delen av landet. Oranit ligger 140 meter över havet och antalet invånare är 6 205.
Terrängen runt Oranit är platt åt nordväst, men åt sydost är den kuperad. Terrängen runt Oranit sluttar brant västerut. Runt Oranit är det tätbefolkat, med 308 invånare per kvadratkilometer. Närmaste större samhälle är Petaẖ Tiqwa, 10,9 km sydväst om Oranit. Trakten runt Oranit består till största delen av jordbruksmark.